# 延康 (沈法兴)
延康（619年九月—620年十二月）：唐朝初期領袖，梁政權沈法兴的年号，歷時年餘。

## 纪年
| 延康 | 元年  | 二年  |
| 公元 | 619年 | 620年 |
| 干支 | 庚辰  | 辛巳  |

## 參看
- 中国年号索引
  - 其他使用延康年號的政權
- 同期存在的其他政权年号
  - 太平（616年十二月—622年十月）：隋朝時期楚政權林士弘年号
  - 五凤（618年十一月—621年五月）：隋朝時期夏政權窦建德年号
  - 天兴（617年三月—620年四月）：隋朝時期刘武周年号
  - 永隆（618年—628年四月）：隋朝時期梁政權梁師都年号
  - 始兴（618年十二月—624年二月）：隋朝時期燕政權高开道年号
  - 开明（619年四月—621年五月）：隋朝時期鄭政權王世充年号
  - 明政（619年九月—621年十一月）：隋朝時期吳政權李子通年号
  - 武德（618年五月—626年十二月）：唐朝政权唐高祖李淵年号
  - 义和（614年—619年）：高昌政权年号
  - 重光（620年—623年）：高昌君主麴伯雅政权年号
  - 建福（584年—634年）：新羅真平王之年號